# Park Narodowy Garden Route
Park Narodowy Garden Route (ang. Garden Route National Park) – park narodowy położony w Republice Południowej Afryki na pograniczu Zachodniej i Wschodniej Prowincji Przylądkowej. Jeden z najmłodszych parków narodowych w RPA, został ustanowiony w dniu 6 marca 2009 roku przez połączenie istniejących od dawna parków narodowych Tsitsikamma i Wilderness plus Knysna National Lake Area i wiele dodatkowych miejsc, będących własnością rządu o powierzchni 52 500 ha. Sercem Parku Narodowego Garden Route jest największy w RPA las o powierzchni 605 km². Rosną w nim przeważnie drzewa iglaste, jak zastrzaliny o potężnych pniach, które osiągają wysokość do 40 m. Występują w nim różne odmiany drzew oliwnych, a także drzewo gatunku Ocotea Bullata, charakteryzujące się nieprzyjemnym zapachem podczas ścinania. Z jego drewna wyrabia się meble, bardzo popularne wśród mieszkańców Knysny.
Całkowita powierzchnia parku wynosi 1 210 km². Znajduje się tam wiele jezior, największe to Swartvlei, Langvlei, Groenvlei i Rondevlei połączonych dopływami rzeki Touws. Taternicy cenią sobie łańcuch górski leżący na pograniczu oceanu i lasu oraz rezerwat morski.

## Fauna i flora
Gęste trzciny i estuaria zapewniają schronienie dla ogromnej ilości ptactwa. Najciekawsze to duże ptaki brodzące takie jak flamingi, warzęchy czerwonolice. Spośród 95 gatunków ptaków wodnych występujących w RPA, doliczono się tutaj aż 75. Występuje tutaj wiele gatunków antylop takich jak dujkery i buszboki i co najmniej 9 słoni.

## Klimat
Garden Route posiada najłagodniejszy klimat w RPA i drugi najłagodniejszy klimat w świecie według Księgi Guinnessa.
Temperatura rzadko spada poniżej 10 °C zimą i nie przekracza latem 28 °C. Deszcze padają tutaj przez cały rok, z trochę większymi opadami wiosną.

## Turystyka
Park Narodowy Garden Route posiada bardzo dobrze rozwiniętą sieć turystyczną. Jest to trzeci najczęściej odwiedzany park w RPA.